# Molecular Cell
Molecular Cell – recenzowane czasopismo naukowe,  publikujące prace z dziedziny biologii doświadczalnej. Tematyka czasopisma skupia się na biologii molekularnej ze szczególnym uwzględnieniem mechanizmów i interakcji molekularnych oraz innych procesów leżących u podstaw działania komórek.
Czasopismo jest dwutygodnikiem wydawanym od 1997 roku. W 2020 roku jego impact factor wyniósł 17.970; co plasowało to czasopismo na 6. miejscu spośród 289 czasopism w kategorii biochemia i biologia molekularna oraz 11. miejscu na 184 czasopism w kategorii biologia komórki.